# Ennio Cavina
Ennio Cavina (Tresigallo di Formignana, 25 settembre 1889 – ...) è stato un politico italiano.

## Biografia
Ufficiale di complemento durante la prima guerra mondiale, laureato in economia e commercio, è un fascista della prima ora a Ferrara, dove è tra i fondatori del Fascio locale. Prende parte alla marcia su Roma ed è ufficiale della Milizia. Dopo la  caduta del fascismo aderisce alla Repubblica Sociale Italiana e forma una squadra di oltre mille elementi, sia volontari che arruolati a forza: al suo comando, col grado di console della Guardia nazionale repubblicana, da ausilio alle truppe tedesche in operazioni di repressione della Resistenza, nelle rappresaglie ed anche nell'uccisione di antifascisti nella provincia di Viterbo.